# Damian Raczkowski

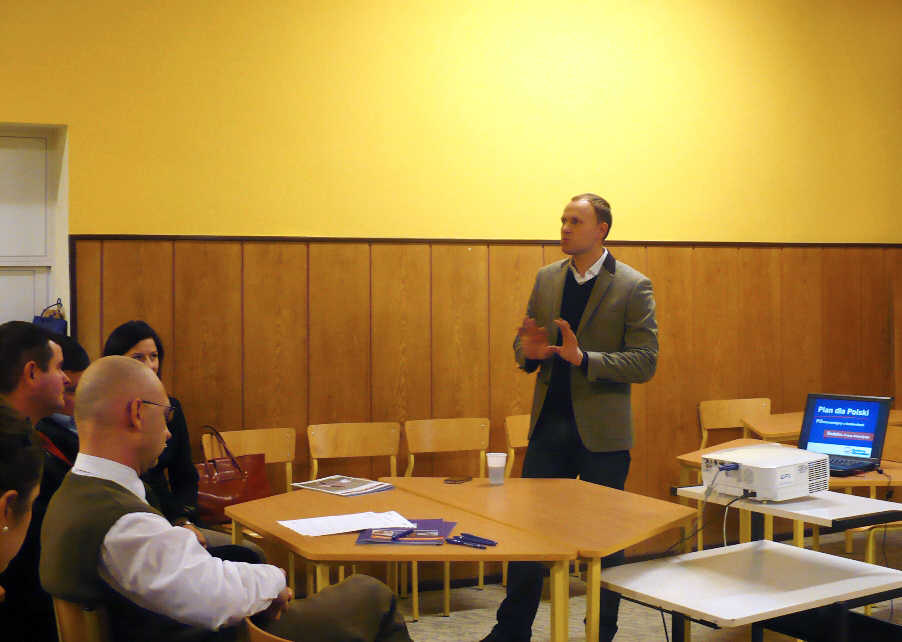
Damian Raczkowski, 2012

Damian Raczkowski (* 11. April 1975 in Białystok) ist ein polnischer Politiker der Platforma Obywatelska (Bürgerplattform).
Damian Raczkowski lernte am 3. Allgemeinbildenden Gymnasium „K. K. Baczyński“ in Białystok. Anschließend studierte er Rechtswissenschaft an der Universität Białystok. Später schloss er postgraduelle Studien für Management an der Handelshochschule Warschau (SGH) und Finanzwissenschaften an der Wirtschaftshochschule Breslau (Akademia Ekonomiczna im. O. Langego) ab.
1999 bis 2001 war Damian Raczkowski Mitglied der Stronnictwo Konserwatywno-Ludowe (Konservative Volkspartei). 2000 bis 2002 arbeitete er für die Państwowa Inspekcja Pracy (Staatliche Arbeitsinspektion) und 2001 bis 2002 war er Direktor der Immobilienabteilung der Polskie Koleje Państwowe. Im Jahr 2000 wurde Damian Rachkowski Mitglied des Gemeinderates von Choroszcz, er hatte bereits 1998 erfolglos dafür kandidiert. Von 2002 bis 2005 war er stellvertretender Starost (Landrat) des Powiats Białostocki. 2005 trat er in die Platforma Obywatelska ein und trat bei den Parlamentswahlen 2005 an. Mit 5.527 Stimmen konnte er ein Mandat für den Sejm erringen. Bei den vorgezogenen Wahlen 2007 trat er erneut an und 15.762 Stimmen sicherten ihm erneut einen Platz.